# This Will Destroy You
This Will Destroy You é uma banda de post-rock instrumental oriunda de San Marcos, Texas. É formada pelos guitarristas Chris King e Jeremy Galindo, o baixista Donovan Jones e o baterista Andrew Miller, com Jones tocando os teclados nas apresentações ao vivo. Eles geralmente são assinados pelo selo Magic Bullet Records.

## Formação
A banda foi formada em 2005 e lançou um EP, Young Montain, que originalmente foi lançada como uma demo. O EP recebeu críticas favoráveis. A banda se reuniu para começar a gravar sua auto-intitulada estréia em fevereiro de 2007, que foi lançada em janeiro de 2008.
A banda lançará um novo EP, Fields Studies, em parceria com a Lymbyc Systym, marcado para janeiro de 2009, porém ele já pode ser encontrado na internet. "Fiels Studies" inclui duas músicas do TWDY, que são: Brutalism & The Worship of the Machine e Freedom Blade.

## Discografia

### Álbuns
- This Will Destroy You (Magic Bullet Records, 2008)
- Tunnel Blanket (Monotreme Records, 2011)

### EPs
- Young Mountain (Magic Bullet Records, 2006)
- Field Studies w/ Lymbyc Systym (Magic Bullet Records, 2009)

1. ↑  Stevens, Darcie (14 de março de 2008). «SXSW Platters: This Will Destroy You». The Austin Chronicle. Austin Chronicle Corp. Cópia arquivada em 13 de abril de 2011